# Universidad CEU San Pablo

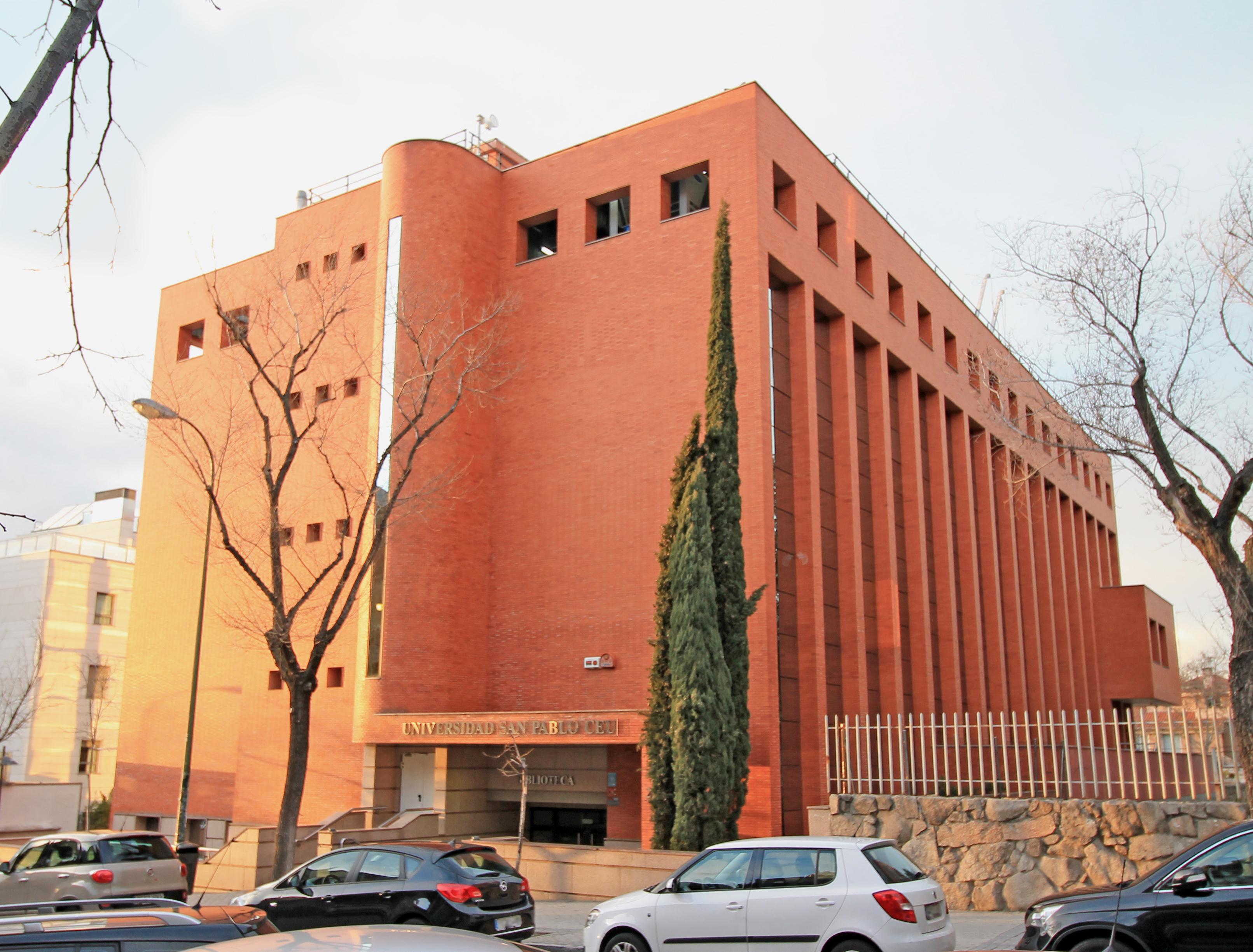
Biblioteca Central.

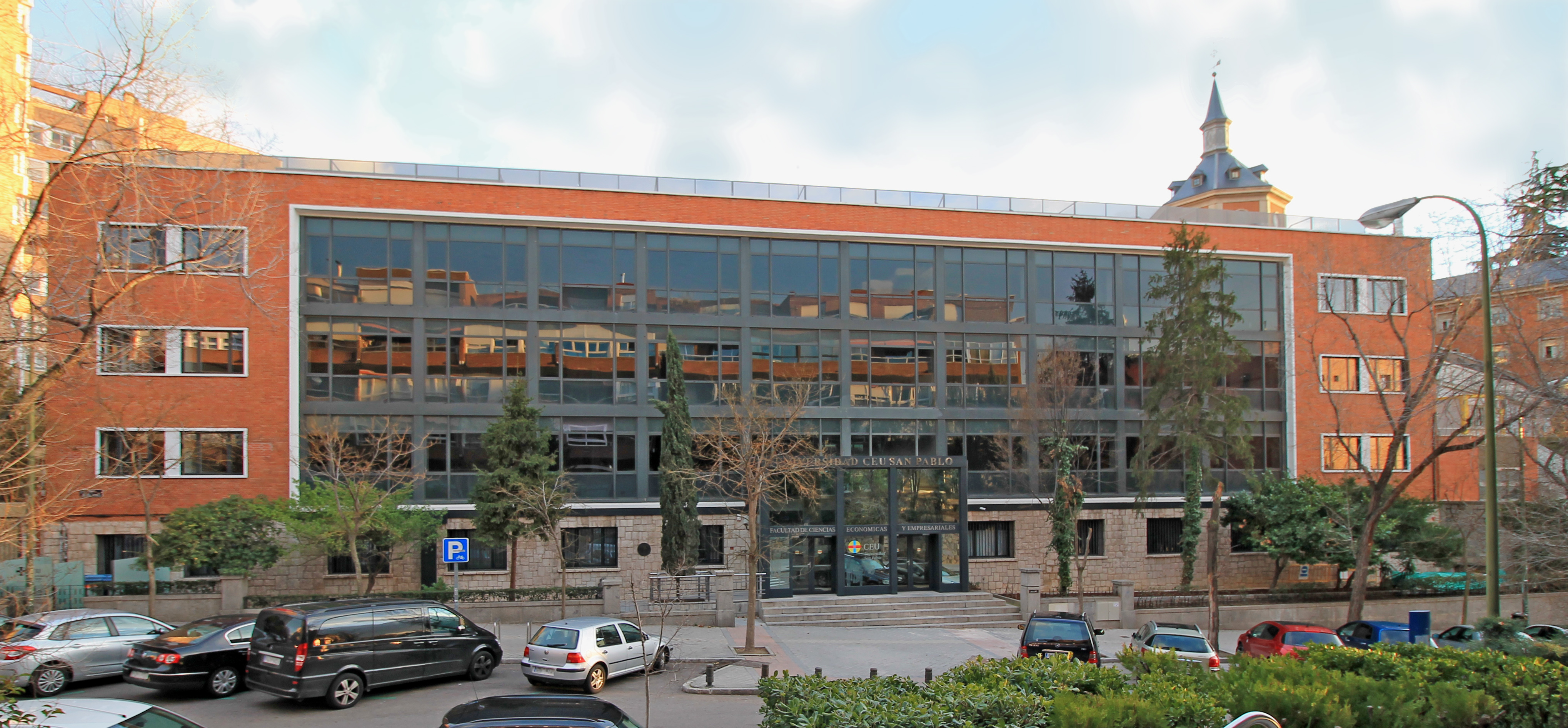
Facultad de Ciencias Económicas y Empresariales.

La Universidad CEU San Pablo es una institución de enseñanza superior privada y católica, con sede en Madrid y campus en Madrid y Alcorcón.

## Historia
Inició su actividad con 75 estudiantes en enero de 1933 como "Centro de Estudios Universitarios" (CEU), siendo su primer director Federico Salmón, abogado del Estado y miembro de la ACNdP. Impartía asignaturas de derecho complementarias a los estudiantes de la Universidad Central.
Afectado por la guerra civil española, tuvo que detener sus actividades docentes, que reanudó en septiembre de 1939 con sólo 25 alumnos.
Desde 1945 el "Centro de Estudios Universitarios" (CEU) queda adscrito a la Universidad de Madrid, a la que permanecerá ligado en las siguientes décadas.
En agosto de 1969, el Decreto 1845/1969 establece una nueva estructura y marco legal para los centros adscritos a universidades estatales en España, creando la figura de los colegios universitarios adscritos y proporcionando una mayor autonomía y flexibilidad en su funcionamiento. La ACNdP, entonces presidida por Adelardo Algora, decide ampararse en dicha disposición, para convertir el CEU en un Colegio Universitario, con la denominación de Colegio Universitario San Pablo CEU, y constituir una Fundación como instrumento jurídico adecuado para ello. Gracias a ello se amplían considerablemente los estudios, al añadir las enseñanzas de primer ciclo con carácter oficial correspondientes a Derecho, Políticas, Psicología, Medicina,  Ciencias Económicas y Comerciales, Filosofía, Ciencias o Arquitectura. 
Poco después se produce la reestructuración de la Universidad de Madrid, que pasa a denominarse Universidad Complutense de Madrid y de la que se escinde la Universidad Politécnica de Madrid. La “Fundación Colegio Universitario San Pablo”, prevista para el modelo de gestión que había previsto Adelardo Algora, sería después aprobada por Orden del Ministerio de Educación de 29 de agosto de 1972, cambiando a su nombre definitivo de “Fundación Universitaria San Pablo” en 1974 ). 
En las siguientes tres décadas operaría como centro adscrito a la Universidad Complutense. En 1983, la aprobación de la Ley Orgánica de Reforma Universitaria de (LORU), promovida por el ministro José María Maravall, flexibilizó el sistema universitario español, abriendo la posibilidad de crear y promover universidades privadas. CEU presenta su proyecto en 1987, pero no es hasta la aprobación del Real Decreto 557/1991, de 12 de abril, sobre creación y reconocimiento de Universidades y Centros Universitarios que queda abierta esta posibilidad real.
Tras solicitar su reconocimiento ante el Ministerio de Educación y Ciencia y tras el preceptivo informe del Consejo de Universidades, fue aprobada por ley publicada el 20 de abril de 1993, teniendo en la actualidad un régimen totalmente privado, al amparo de la Ley 8/1993. Esto la convirtió en la primera universidad privada constituida en la Comunidad de Madrid. Su titular es la Fundación Universitaria San Pablo CEU, a su vez, dependiente de la Asociación Católica de Propagandistas.
El 8 de febrero de 1994 se publicaba en el BOE el Real Decreto 149/1994, de 4 de febrero, de homologación de la Universidad San Pablo-CEU, de Madrid, en el que se autoriza la puesta en marcha de la Universidad y sus enseñanzas.
Fue inaugurada oficialmente por los Reyes de España el 22 de febrero de 1994.
Su primer rector fue el catedrático de Filosofía Sergio Rábade Romeo, a quien sucedió en 1994 el catedrático de economía José Tomás Raga Gil.

## Campus
El campus de Madrid está situado en Moncloa, donde se encuentran las facultades de Ciencias Económicas y Empresariales, Derecho y Humanidades y Ciencias de la Comunicación. En Alcorcón, en el extremo sur de la urbanización de Montepríncipe, se sitúa el segundo campus en el que se encuentran las facultades de Medicina y Farmacia, y la Escuela Politécnica Superior.

## Facultades y escuelas
La Universidad CEU San Pablo tiene cinco facultades y una escuela:
- Escuela Politécnica Superior
- Facultad de Ciencias Económicas y Empresariales
- Facultad de Derecho
- Facultad de Farmacia
- Facultad de Humanidades y Ciencias de la Comunicación[14]
- Facultad de Medicina.

## Centros e institutos de investigación[15]
- Real Instituto Universitario de Estudios Europeos (Jean Monnet European Centre of Excellence)
- Instituto de Estudios de la Democracia
- Instituto de Estudios de la Familia
- Instituto de Humanidades Ángel Ayala
- Instituto de Estudios Históricos
- Centro de Metabolómica y Bioanálisis (CEMBIO)
- Centro Internacional de Arbitraje, Mediación y Negociación (CIAMEN)
- Instituto de Medicina Molecular Aplicada (IMMA)
- Instituto de Estudio de las Adicciones (IEA-CEU)
- Instituto Universitario CEU Alimentación y Sociedad (IAS-CEU)

## Grupos de investigación[16]
Algunos de los grupos de investigación más relevantes de esta universidad son:

### Grupos de excelencia
- ALLERGY: Enfermedades inmunológicas inflamatorias
- CEMBIO: Centro de metabolómica y bioanálisis
- NEUROFAN: Neurofarmacología de las adicciones y los trastornos degenerativos
- NUV ("N4L"): Nutrición para la vida ("Nutrition for life")

### Grupos Consolidados
- ADIPOBRAIN: Fisiopatología de la obesidad.
- ANEPI: Aprendizaje, Neurodidáctica, Educación Personalizada e Inclusiva.
- AQED: Arquitectura educativa.
- ARIE: Arquitectura, instalaciones eficientes.
- BIOLAB: Laboratorio de Ingeniería Biomédica (Biomedical Engineering Laboratory).
- BRECHDIG: Brecha digital y mayores.
- BUENAVEJEZ: Envejecimiento.
- CDMF: Cátedra de Derecho de los Mercados Financieros.
- CEU-NutriFOOD: Alimentación y nutrición en la promoción de la salud.
- DIGICCTAX: Fiscalidad, Cambio Climático y Digitalización.
- EMMA: Estudios Matemáticos y Medio Ambiente.
- EnBioGen: Biología Ambiental y Genética (Environmental Biology and Genetics).
- ESCUR: España, cuna del reporterismo.
- ESYMAT: Química del estado sólido y de los materiales.
- FDD: Financiación del desarrollo.
- FisioMov: Valoración y tratamiento de las alteraciones del control sensoriomotor.
- FPO: Fisiopatología ósea.
- GESTOBES: Regulación del Metabolismo.
- GOCOGRI: Gobierno corporativo y gestión de riesgos.
- ICOIDI: Investigación en Comunicación a través de la Imagen y el Diseño.
- INCIRTV: Investigación en Convergencia Internet, Radio y Televisión.
- INNODER: Derecho Público e Innovación Tecnológica.
- INVESTFAM: Estudio Interdisciplinar de la Familia: una Institución al servicio del bien común.
- LEADGAP: Mujeres y liderazgo empresarial: la brecha de género en la cima.
- MetBrain: Grupo de estudio de alteraciones metabólicas asociadas a patologías neurodegenerativas.
- MET-VASC: Metabolismo y función vascular.
- MICROAMB: Biotecnología bacteriana ambiental.
- MiRed: Microrrelato hipermedial y otras microformas literarias. Paradigma estético de la cultura texto-visual en la red.
- NeumBReG: Neuromusculokeletal and Biomechanics Research Group.
- ORGMET: Compuestos organometálicos.
- PACDHE: Pensamiento de la Antigüedad Clásica y Derecho Histórico Europeo.
- PARINM: Parasitología e Inmunología molecular con aplicación biotecnológica, diagnóstica y terapéutica.
- PAyP: Patrimonio, Arquitectura y Paisaje.
- PLANTA-MICROBIOMA: Biotecnología de la Interacción Planta-Microbioma.
- POCUMAD: Política, cultura e instituciones en el espacio euroaltántico: de la modernidad a la posmodernidad.
- PROLIGAR: Diseño y Síntesis de Fármacos.
- TALENTO: Grupo de investigación en competencias, empleo y desarrollo de talento.
- ThinkOnMedia: Públicos vulnerables, desórdenes informativos e innovación periodística, y comunicación política, esfera pública y ciudadanía.
- UEGLOBALCOMP: Competencia y regulación económica: España, Unión Europea y Global.
- VII: Virología e Inmunidad Innata.

## Centros adscritos

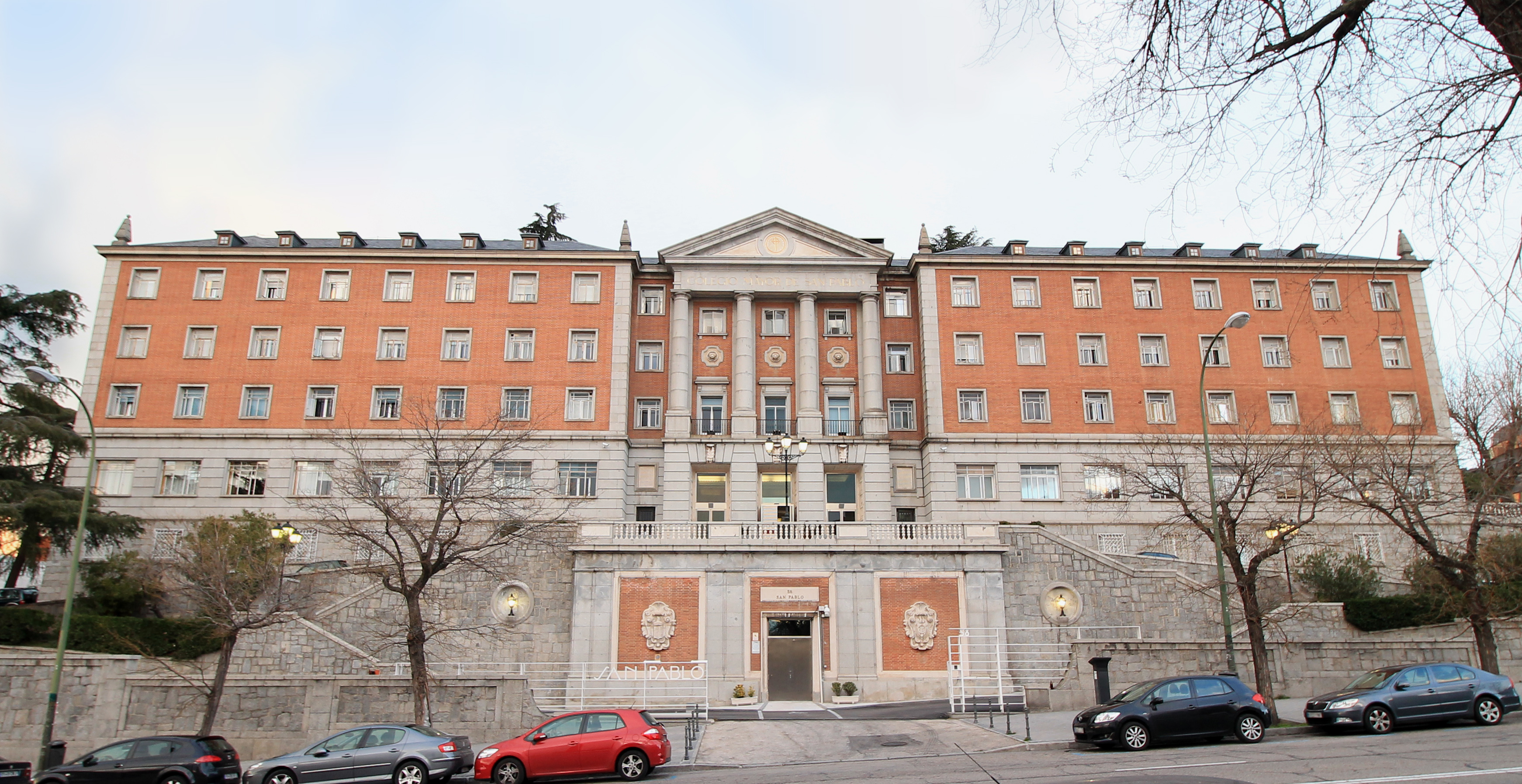
Colegio Mayor San Pablo.

- Colegio Mayor San Pablo. El Colegio Mayor Universitario San Pablo, al igual que las universidades CEU, forma parte de la obra formativa de la Asociación Católica de Propagandistas. Está situado junto a la facultad de CC. Económicas y Empresariales, en el campus de Moncloa.[17]
- Real Centro Universitario Escorial - María Cristina es una institución académica ubicada en San Lorenzo de El Escorial, Madrid, fundada en 1892 y vinculada a la Orden de los Agustinos. Ofrece estudios universitarios y de posgrado en áreas como Derecho y ADE. Ocupa entre otros edificios, la Casa de la Compaña, que forma parte del Monumento Histórico-Artístico del Palacio y Monasterio de San Lorenzo. [18]

## Programas en el extranjero
Tiene acuerdos de colaboración, denominados IBPs o International Bilingual Programs, con la Universidad de Boston, la Universidad de Chicago, la Universidad de Fordham y la Universidad de California en Los Ángeles que permiten a los alumnos completar sus estudios en estas universidades, además del Programa Erasmus.

## Deportes
La Universidad CEU San Pablo organiza competiciones internas y participa en competiciones interuniversitarias de Madrid y nacionales. Uno de cada tres alumnos de la Universidad practica algún deporte.
En el año 2013, el equipo formado por Silvia Bañón y Álvaro Fernández Ochoa ganó el campeonato de España universitario de golf.
En 2015, Diego García Carrera, alumno de la Facultad de Ciencias Económicas y Empresariales, se proclamó Campeón de Europa Junior en la modalidad de 10 km marcha en el Europeo celebrado en Suecia. Ese mismo año se alzó con la medalla de oro tanto en individual como por naciones en la Copa de Europa de Marcha Atlética celebrada en Murcia.